# Ковальов Максим Юрійович
Максим Юрійович Ковальов (нар. 11 липня 2000, Одеса, Україна) — український футболіст, воротар болгарського клубу «Пирин» (Благоєвград). Має також болгарське громадянство.

## Життєпис
Народився в Одесі. Вихованець місцевої ДЮСШ 11, за яку з 2013 по 2017 рік виступав у ДЮФЛУ.
Дорослу футбольну кар'єру розпочав за кордоном. На початку липня 2018 року перейшов до «Зімбру», де у того року виступав за молодіжну команду. Вперше до заявки першої команди вище вказаного клубу потрапив 6 жовтня 2018 року, на програний (1:3) виїзний поєдинок 23-го туру молдовської Суперліги проти «Сфинтул Георге». Максим просидів усі 90 хвилин на лаві запасних. Деббютував за першу команду вже наступного сезону, 6 квітня 2019 року в нічийному (1:1) домашньому поєдинку 4-го туру Суперліги проти тираспольського «Динамо-Авто». Ковальов вийшов у стартовому складі та відіграв увесь матч. У сезонах 2019 та 2020/21 років залишався основним воротарем команди, зіграв 42 матчі в чемпіонаті країни та 3 поєдинки у кубку Молдови.
Наприкінці березня 2021 року повернувся до України, де став гравцем представника аматорського чемпіонату України «Вікторія» (Миколаївка). Наприкінці липня 2021 року перейшов до «Кристала». У футболці херсонського клубу дебютував 25 липня 2021 року в нічийному (1:1) домашньому поєдинку 1-го туру групи «Б» Другої ліги України проти сімферопольської «Таврії». Максим вийшов на поле в стартовому складі та відіграв увесь матч. У першій половині сезону 2021/22 років зіграв 20 матчів у Другій лізі України. Наприкінці січня 2022 року перейшов до «Перемоги», але через повномасштабне російське вторгнення так і не зіграв за дніпровський клуб жодного офіційного матчу.
На початку квітня 2022 року підписав контракт з болгарським «Пирином». Вперше до заявки благоєвградського клубу потрапив 8 травня 2022 року, в програному (0:3) виїзному поєдинку 4-го туру Першої ліги проти «Царско село». Ковальов провів на лаві запасних усі 90 хвилин, але на поле так і не вийшов. У футболці «Пирина» дебютував 28 жовтня 2022 року в нічийному (0:0) домашньому поєдинку 16-го туру Першої ліги проти пловдивського «Локомотива». Максим вийшов на поле на 31-й хвилині, замінивши Янко Георгієва.